# Live at the Regal
| Оценки критиков                     | Оценки критиков |
| Источник                            | Оценка          |
| ----------------------------------- | --------------- |
| AllMusic                            | [ 1 ]           |
| The Rolling Stone Jazz Record Guide | [ 2 ]           |

Live at the Regal — концертный альбом Би Би Кинга. Вышел в 1965 году на лейбле ABC Records. Запись была сделана 21 ноября 1964 года на концерте в Чикаго в Regal Theater.
В 2003 году журнал Rolling Stone поместил альбом Live at the Regal на 141 место своего списка «500 величайших альбомов всех времён». В списке 2012 года альбом находится также на 141 месте.
В 2005 году альбом включили в Национальный реестр аудиозаписей.

## Список композиций
| №   | Название                            | Автор(ы)               | Длительность |
| --- | ----------------------------------- | ---------------------- | ------------ |
| 1.  | «Every Day I Have the Blues»        | Memphis Slim           | 2:38         |
| 2.  | «Sweet Little Angel»                | Riley King, Jules Taub | 4:12         |
| 3.  | «It's My Own Fault»                 | John Lee Hooker        | 3:29         |
| 4.  | «How Blue Can You Get»              | Jane Feather           | 3:44         |
| 5.  | «Please Love Me»                    | King, Taub             | 3:01         |
| 6.  | «You Upset Me Baby»                 | King, Taub             | 2:22         |
| 7.  | «Worry, Worry»                      | Davis Plumber, Taub    | 6:24         |
| 8.  | «Woke Up This Mornin'»              | King, Taub             | 1:45         |
| 9.  | «You Done Lost Your Good Thing Now» | King, Joe Josea        | 4:16         |
| 10. | «Help the Poor»                     | Charlie Singleton      | 2:58         |

## Чарты
| Чарт (2014—15)                   | Наив. поз. |
| -------------------------------- | ---------- |
| Австралия (ARIA)                 | 75         |
| Германия (Offizielle Top 100)    | 85         |
| Швейцария (Schweizer Hitparade)  | 74         |
| Великобритания (UK Albums Chart) | 96         |